# Megalagrion pacificum
Megalagrion pacificum är en trollsländeart som först beskrevs av Mclachlan 1883.  Megalagrion pacificum ingår i släktet Megalagrion och familjen dammflicksländor. IUCN kategoriserar arten globalt som sårbar. Inga underarter finns listade i Catalogue of Life.